# Fußball-Oberliga 1985/86
Die Saison 1985/86 der Oberliga war die zwölfte Saison der Oberliga als dritthöchste Spielklasse im Fußball in Deutschland nach der Einführung der zweigleisigen – später eingleisigen – 2. Fußball-Bundesliga zur Saison 1974/75.

## Oberligen
- Oberliga Baden-Württemberg 1985/86
- Bayernliga 1985/86
- Oberliga Berlin 1985/86
- Oberliga Hessen 1985/86
- Oberliga Nord 1985/86
- Oberliga Nordrhein 1985/86
- Oberliga Südwest 1985/86
- Oberliga Westfalen 1985/86

## Aufstieg zur 2. Bundesliga
In den zwei Aufstiegsrunden gelangen dem FC St. Pauli und dem SSV Ulm 1846 jeweils als Gruppensieger sowie Rot-Weiss Essen und dem FSV Salmrohr jeweils als Gruppenzweiter der Aufstieg in die 2. Bundesliga.